# 三田村管打団?
三田村管打団?(みたむらかんだだん?)は、2002年に結成された関西のブラスバンド。バンド名は、ブラスバンドを表現した「管打団」に、語呂の良さだけで「三田村」と半ば適当に付けられた。結成当初は「三田村管打団(仮)」であった。

## 来歴

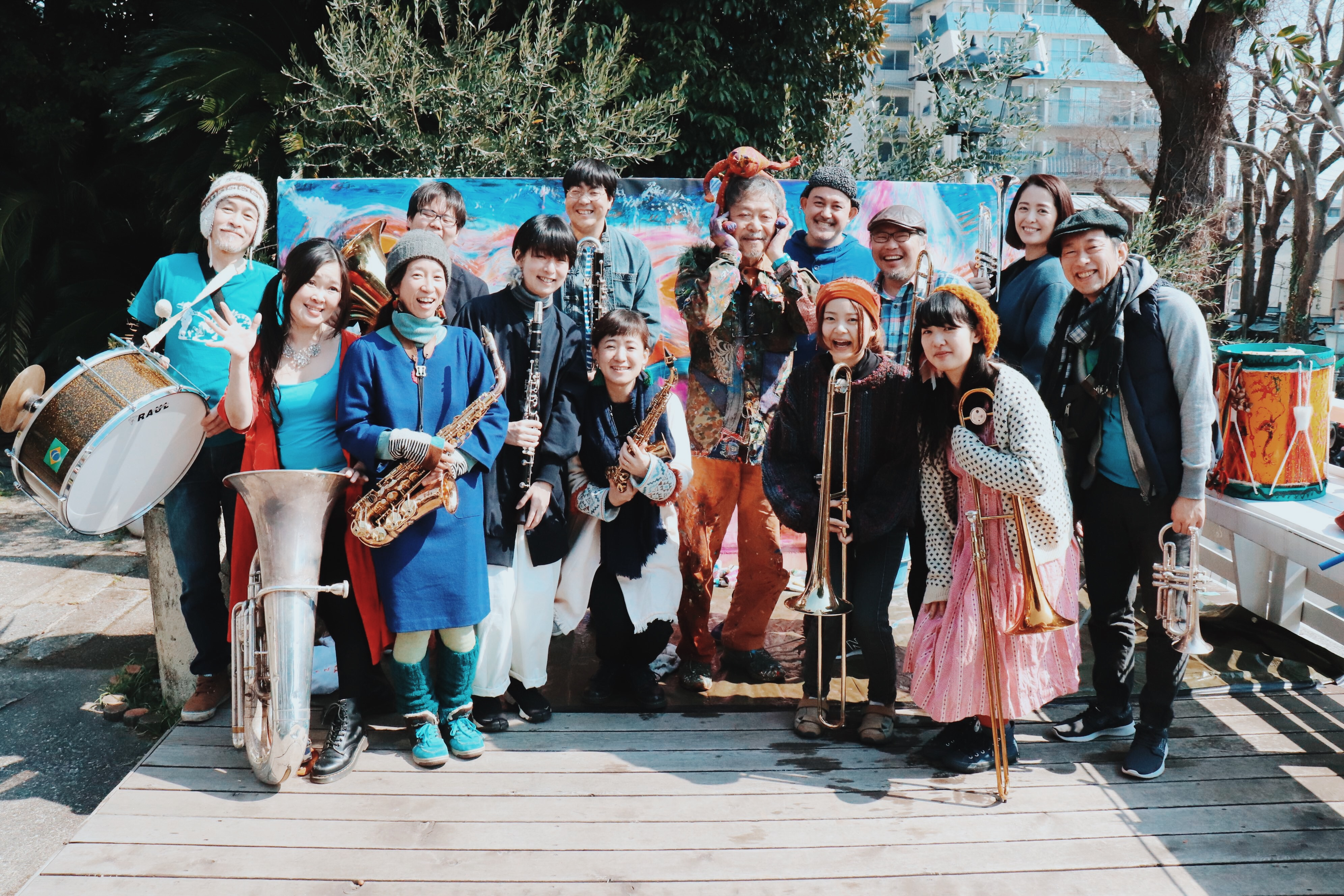
「スズキコージ」ライブペインティング

### 1996年
映画「アンダーグラウンド」に登場するジプシー・ブラスに感銘を受けたトロンボーン奏者・大原裕によって、三田村管打団? の母体となるブラスバンド・LIVE! LAUGH! が結成される。
水谷康久、江崎將史、高岡大祐らを擁し、時には20人を超える大編成での圧倒的な演奏を繰り広げていたLIVE! LAUGH! は1999年にアルバム『風ヲキッテ進メ!』をリリースするも、リーダーである大原裕の深刻なアルコール依存のため活動がままならなくなり、半ば空中分解する形で2001年に活動終了。後に三田村管打団? のメンバーとなる池田安友子、塩田遙、みやけをしんいち、森本アリがLIVE! LAUGH! に加入したのは、活動終了する約1年前。

### 2002年
年始にLIVE! LAUGH! メンバーによる打ち上げが行われた際、「このままこのメンバーがバラバラになってしまうのは勿体ない」ということから、みやけをしんいちが旗振り役となって、元LIVE! LAUGH! のメンバーを中心に三田村管打団? が結成される。当初のメンバーは12人。
当初、入念にリハーサルを重ねて作り込んだ演奏をするバンドだったが、2003年にリーダーがみやけをしんいちから森本アリへ交代したのを機に、徐々に技術的な面を追求する傾向を緩めていく。メンバーも打楽器以外は、LIVE! LAUGH! でフロントに立って目立っていたメンバーではない若手のみが集まるようになり、今に至る三田村管打団? のスタイルが徐々に確立される。

### 2005年
自主制作によるライブCD-Rが3タイトルリリースされる。
同年、神戸ビッグアップルと新世界BRIDGEで1stアルバムの録音が行われる。どちらも当時三田村管打団? が拠点としていたライブスポットだが、森本アリもスタッフであったBRIDGEでエンジニアをしていた西川文章とは、その後も三田村管打団? の録音エンジニアとしてなくてはならない存在となっている。

### 2006年
compare notesより1stアルバム『！』リリース。ちなみにこの時、同レーベルからはpopo『kibito』、zuppa di pesce『colazione』が同時リリースされている。同年、自主イベント「管々打々!」も行われ、その後何度か開催。
2007年の夏、新世界BRIDGEが閉鎖。それと入れ替わるように2008年から、森本アリが管理人を務める旧グッゲンハイム邸で様々な音楽イベントが行われるようになり、三田村管打団? にとっても重要な活動拠点のひとつとなる。同年行われた新世界BRIDGEでのマルチチャンネルによる録音、木屋町UrBANGUILD、川西共同保育所でのライブの模様が、前年のライブ演奏なども交えて2ndアルバムに収録されることになる。

### 2009年
2ndアルバム『！！』リリース。レコ発となった2月11日のUrBANGUILDでのライブでは、アルバム完成がギリギリになり、compare notesスタッフが東京から直接会場に完成品を持ち込み、直接アルバム販売を行った。この日の会場にはトランペットの安川マナミが妊娠中のお腹を抱えて客席にいたが、この辺りからメンバーやメンバーの家族の妊娠/出産が相次ぎ、メンバー編成はより流動的になる。

### 2010年
瀬戸内国際芸術祭に出演。その後、同イベントを通じて、毎年のように瀬戸内と関わることとなる。
同年、旧グッゲンハイム邸で行われたHOPKEN presents「ホープ軒」(オシリペンペンズ、片想い、倉林哲也、cero、DODDODO+稲田誠、泊、bikemondoバンド、浜谷俊輔が出演)での片想いの演奏を観た森本アリが同バンドに強烈なシンパシーを感じ、片想いのMC sirafuがLIVE! LAUGH!の影響下にあったこともあり、2012年初頭に対バンが実現し、両バンドが合体した「両想い管打団！」が生まれる。

### 2012年
mapが中心となって企画されたイベント「Pop Underground Showcase 2012」に出演し、東京で初めて「両想い管打団！」を披露した。

### 2013年
3rdアルバム『！！！』リリース。アルバム先行発売も兼ねて行われた神保町・試聴室でのワンマンライブは、当日券を求めて集まった観客が入り切れないほどの大盛況となった。

### 2015年
たぬきのまち音楽祭にて二階堂和美との「二×三」始動。楽しすぎてその日のうちに次回の共演が決定した。

### 2017年
デンマークのオーフスジャズフェスティバル2017に出演。初めての海外遠征となる。

### 2022年
この年の夏、カクバリズムの20周年イベントとして企画されたイベント「KAKUBARHYTHM 20years anniversary special」の2日目「片想い presents “片想インダランド”」に出演。9年ぶりの関東遠征となったが、三田村管打団？史上初の森本アリ不在でのライブ出演となった。
また、この年は三田村管打団？自身も結成20周年の節目だったが、特に自主企画などは行わなれかった。

## メンバー

### トランペット
- 平岡新(トランペット、フリューゲルホルン) - 2002年結成時より参加、元リブ！ラフ！メンバー
- 森本アリ(トランペット) - 2002年結成時より参加、元リブ！ラフ！メンバー
- 安川マナミ(トランペット) - 2003年加入

### 木管
- 飯野弥生(アルト・サックス) - 2002年結成時より参加、元リブ！ラフ！メンバー
- 澤井まり(アルト・サックス) - 2004年加入

- 松浦有希子(アルト・サックス)
- 亀井奈穂子(クラリネット、アルト・サックス、バスクラリネット) - 2002年結成時より参加
- 松田徹(テナー・サックス) - 2013年加入
- 川島有紀子(バリトン・サックス)
- 武田裕里子(クラリネット) - 2009年加入
- 日根野太之(バス・クラリネット) - 2015年加入

### トロンボーン
- 廣田智子(トロンボーン) - 2002年結成時より参加、元リブ！ラフ！メンバー
- 不動翔子(トロンボーン)
- 吉野竜城(トロンボーン) - 2004年加入
- 淸造理英子(トロンボーン) - 2015年加入
- 土中萌(トロンボーン) - 2019年加入

### チューバ
- 河村光司(チューバ)
- 塩田遙(チューバ) - 2002年結成時より参加、元リブ！ラフ！メンバー
- 窪田弘悠(チューバ) - 2018年3月加入

### ドラム、パーカッション
- 池田安友子(パーカッション)
- 塩入基弘(ドラムス) - 2002年結成時より参加、元リブ！ラフ！メンバー
- 光田臣(ドラムス) - 2002年結成時より参加、元リブ！ラフ！メンバー

## ディスコグラフィー

### アルバム
|      | リリース日    | タイトル                    | 規格品番      | 収録曲 | レーベル           |
| ---- | ------------- | --------------------------- | ------------- | --- | ------------------ |
| 自主 | 2004年        | 6/22/2004 live at coco room | KCD-004 (CDR) | 1. ヴァソリーニャ 2. 楽器を売りに行く 3. テーハ 4. マンモス 5. まだ準備ができていない 6. もうこんなになっちゃった 7. キネンジロー | kumacoopdisc label |
| 1st  | 2006年7月15日 | !                           | CN-0009       | 1. 管打団、西へ 2. ベゴニア 3. ふくろう 4. キネンジロー 5. イイノカ 6. おめでとう 7. ー 8. アザ・ブランカ 9. 山科音頭 10. ウガンダ 11. ルガール・コムン | compare notes      |
| 2nd  | 2009年2月14日 | !!                          | CN-0019       | 1. バイエルン 2. コッペパン 3. ヤマヤマ 4. キネンジロー 5. マンモス 6. アルボラーダ 7. お母さんお願い 8. 旅行 | compare notes      |
| 3rd  | 2013年7月12日 | !!!                         | CN-0034/35    | <1枚目> 1. ハイライフ・ヒム 2. パタパタ 3. スチール・ビート 4. ゆきダルマチャチャチャ 5. 子供が生まれた 6. 豊島の歌 うたおう!! 7. クレオール・ラブコール 8. 運河 9. ココ 10. ハイライフ・ヒム <2枚目> 1. ヴァソリーニャ 2. ピグミーのうた 3. ルダビー!ルダビー! 4. バヤオン・ジ・ラカン 5. テーハ | compare notes      |